# Toscanello Aroma
Il Toscanello Aroma Rosso Caffè, il Toscanello Aroma Caffè Dolce, il Toscanello Aroma Mokha, il Toscanello Aroma Blu Anice, il Toscanello Aroma Bianco Grappa, il Toscanello Aroma Nero Fondente, il Toscanello Aroma  Giallo Vaniglia, il Toscanello Aroma Verde Limoncello e il Toscanello Aroma Castano Nocciola sono dei sigari della famiglia dei toscani. Il formato è quello del Toscanello, a tronco di cono, e corrispondente a metà sigaro toscano. La caratteristica di questi sigari è quella di sperimentare nuovi gusti coniugando il tabacco con altri "aromi" riflettendo la volontà di catturare clientela anche esternamente alla normale utenza del sigaro toscano. Sono disponibili in confezione da 5.
Caratteristiche comuni.:
- Manifattura di produzione: Cava de' Tirreni
- Lunghezza: 78 mm
- Diametro: 14 mm
- Fabbricazione: a macchina
- Fascetta: assente.

## Toscanello Rosso (Aroma Caffè)
Il sigaro Toscanello Rosso unisce l'aroma del caffè con la fragranza del tabacco Kentucky. Il ripieno è composto da tabacco campano  mentre la fascia è di produzione americana. Il sapore risulta morbido e vellutato; è dedicato alla parte più giovane della clientela.
Caratteristiche:
- Fascia: tabacco nazionale
- Ripieno: tabacco nazionale
- Aspetto: marrone
- Anno di uscita: 2003
- Disponibilità: in produzione
- Recensione al sigaro, su gustotabacco.it.

## Toscanello Rosso Raffinato
Il Toscanello Aroma Caffè Dolce addolcisce le sue note aromatiche decise del tabacco Kentucky, con un caffè più dolce, destinato ai fumatori che preferiscono la leggiadria del sapore ai gusti amari. Anno di uscita: 2013.
Caratteristiche:
- Fascia: tabacco nazionale
- Ripieno: tabacco nazionale
- Aspetto: marrone
- Anno di uscita: 2013
- Disponibilità: in produzione

## Toscanello Rosso Arabica (Aroma Mokha)
Il sigaro Toscanello Aroma Mokha è una variazione del Toscanello Aroma Caffè. È stato presentato al pubblico nel 2011 e la sua commercializzazione è prevista solo per un breve periodo di tempo. Il nome richiama la città di Mokha, famoso mercato di caffè dal XV al XVII secolo. Oltre al gusto di caffè sono presenti nella miscela i sapori di mandorla, cioccolato e il tipico amaro dell'erba. 
Caratteristiche:
- Anno di uscita: 2011
- Disponibilità: in produzione per breve tempo dalla data di uscita

## Toscanello Blu (Aroma Anice)
Il sigaro Toscanello Aroma Blu  Anice è particolarmente apprezzato dai neofiti, unisce le essenze dell'anice e degli agrumi al gusto del tabacco Kentucky. L'aroma è applicato alla parte interna usando come vettore l'alcool. Oltre all'acqua, utilizzata per aumentare l'umidità che il tabacco assorbe, l'aroma è ottenuto dall'unione di essenze quali: anetolo, anisette, arancia, limone, menta, carruba, glicole, alcool etilico e  parabenzoato sodico.
Caratteristiche:
- Fascia: tabacco nordamericano
- Ripieno: tabacco nazionale
- Aspetto: marrone
- Anno di uscita: 2001
- Disponibilità: in produzione

## Toscanello Bianco (Aroma Grappa)
Il sigaro Toscanello Aroma Bianco Grappa unisce il profumo intenso della grappa e il gusto del tabacco  Kentucky.
Nel 2007 si aggiunge una varietà dell'aromatizzato alla grappa, la tipologia che utilizza grappa invecchiata in barrique del 2007, tale varietà è stata venduta fino al 2009.
Caratteristiche:
- Fascia: tabacco nazionale
- Ripieno: tabacco nazionale
- Aspetto: marrone
- Anno di uscita: 2005
- Disponibilità: in produzione nell'edizione non "millesimata 2007"

## Toscanello Nero (Aroma Fondente)
Il Toscanello Aroma Nero Fondente abbina il gusto del cioccolato fondente con l'aroma del tabacco Kentucky. Anno di uscita: 2008.
Caratteristiche:
- Fascia: tabacco nazionale
- Ripieno: tabacco nazionale
- Aspetto: marrone
- Anno di uscita: 2008
- Disponibilità: in produzione

## Toscanello Giallo (Aroma Vaniglia)
Il Toscanello Aroma Giallo Vaniglia è stato messo in commercio nell'estate del 2009 e la vendita, a suo tempo, fu programmata solo per alcuni mesi. Nel 2012 il sigaro è stato commercializzato nuovamente. Il target di questo sigaro è il consumatore non abituale.
Caratteristiche:
- Anno di uscita: 2009
- Disponibilità: alcuni mesi nel 2009, commercializzato nuovamente nel 2012.